# Pachi Vázquez
Manuel Vázquez Fernández (O Carballiño, Ourense, 6 de febrer de 1954), més conegut com a Pachi Vázquez, és un polític gallec del PSdeG-PSOE. Va ser secretari provincial del partit a la província d'Ourense i secretari general entre 2009 i 2013.

## Trajectòria
Procedent del Centre Democràtic i Social, després del seu ingrés en el PSdeG-PSOE, va ser elegit diputat al Parlament de Galícia en les eleccions autonòmiques de 1993. Va romandre al Parlament fins a 1995, data en la qual es va alçar amb l'alcaldia de la seva localitat natal, O Carballiño. Va resultar reelegit el 1999 i 2003. No obstant això, el 2005, després de ser triat novament diputat autonòmic, va renunciar a l'alcaldia. Durant la seva etapa municipal va ser també diputat provincial i portaveu del grup socialista a la Diputació Provincial d'Ourense, així com vocal de la comissió executiva de la Federació Gallega de Municipis i Províncies. El 1998, va donar suport a la candidatura de Miguel Ángel Cortizo per a la secretaria general del PSdeG-PSOE, perdedora davant Emilio Pérez Touriño, al que va recolzar posteriorment. Durant la legislatura 2005-2009, en la qual Pérez Touriño va encapçalar un govern de coalició entre el PSdeG-PSOE i el Bloc Nacionalista Gallec, va ser conseller (conselleiro) de Medi Ambient i Desenvolupament Sostenible.
Després de la derrota electoral de 2009, en la qual socialistes i nacionalistes no van aconseguir evitar la recuperació de la majoria absoluta per part del Partit Popular i la dimissió de Pérez Touriño com a secretari general, Pachi Vázquez es va perfilar com el candidat amb més possibilitats de rellevar-lo al capdavant del partit. Finalment, el 25 d'abril de 2009 va ser triat secretari general del PSdeG-PSOE en un congrés extraordinari celebrat a Pontevedra. Es va presentar a la reelecció com a secretari general al XII Congrés celebrat entre el 9 i l'11 de març de 2012, en el qual va resultar reelegit enfront de la seva rival Elena Espinosa.
L'1 de setembre de 2012 és designat candidat del PSdeG a la presidència de la Xunta de Galícia, davant la convocatòria anticipada d'eleccions a celebrar el 21 d'octubre de 2012. Amb ell al capdavant, el PSdeG-PSOE obté una de les seves derrotes electorals més profundes i obté 18 diputats al Parlament de Galícia, en unes eleccions guanyades pel candidat a la reelecció del PP Alberto Núñez Feijóo que va aconseguir la majoria absoluta dels escons de la càmera.
Després de la derrota electoral es van convocar unes eleccions primàries consultives el 7 de setembre, per triar al nou secretari general del PSdeG. Finalment el 29 de setembre Pachi va deixar de ser el secretari general, sent rellevat per José Ramón Gómez Besteiro.